# 港城公园
港城公园，位于上海市浦东新区高桥镇欧高公路509号，位于外环线、港城路、欧高路与黄潼港合围形成的梯形地块内，是外环林带的一部分，是一座三星级公园。公园有南北两座湖，以湖为中心进行景观搭配，並设有荷花种植区；此外公园还设有梅花坞以及昆虫科普馆。